# Shenmue III
Shenmue III (яп. シェンムー III Сэмму: Сури:) — компьютерная игра, разработанная силами японских студий YS Net и Neilo, монакской Shibuya Productions, и индийской Lakshya Digital. За издание игры отвечает Deep Silver. Является третьей частью серии игр Shenmue от дизайнера Ю Судзуки. Выход игры состоялся 19 ноября 2019 года для игровых платформ Windows и PlayStation 4.

## Разработка
Sega первоначально планировала выпустить Shenmue III, но из-за плохих продаж первых двух частей и больших затрат на разработку отказалась выпускать продолжение. В августе 2005 года на сайте Kikizo появилась информация, что Shenmue III будет объединением первой и второй игры, с включением последних глав, однако позже представители Sega заявили прессе, чтобы о третьей части серии забыли. Сам создатель Ю Судзуки не раз выражал заинтересованность в возрождении проекта и планировал выкупить авторские права на серию у компании Sega.
Официальный анонс Shenmue III состоялся на конференции компании Sony, в рамках выставки E3 2015. Игра была профинансирована через краудфандинговый сервис Kickstarter. Игра базируется на движке Unreal Engine 4. На Kickstarter была анонсирована дата выхода Shenmue III — конец 2017 года. Но впоследующем выход был перенесён на вторую половину 2018 года.
17 июня 2015 года компания Sony подтвердила свою причастность в разработке игры.
Выход игры состоялся 19 ноября 2019 года, после нескольких переносов даты релиза.

## Отзывы
Согласно агрегатору рецензий Metacritic, игра получила смешанные отзывы критиков (70 баллов из 100).